# Eliminatoria al Campeonato Africano Sub-17 de 2013
La Eliminatoria al Campeonato Africano Sub-17 de 2013 se jugó del 7 de septiembre al 2 de diciembre del 2012 y contó con la participación de 39 selecciones infantiles de África en la lucha por 7 plazas para la fase final del torneo a celebrarse en Marruecos junto al país anfitrión.

## Ronda Preliminar
| Equipo 1 | Agr.            | Equipo 2                 | Ida   | Vuelta |
| -------- | --------------- | ------------------------ | ----- | ------ |
| Malaui   | 3 - 3 (p 2 – 4) | Botsuana                 | 2 - 1 | 1 - 2  |
| Zimbabue | 4 - 2           | Mozambique               | 2 - 2 | 2 - 0  |
| Níger    | 1 - 10          | Nigeria                  | 1 - 4 | 0 - 6  |
| Libia    | 4 - 6           | Mauritania               | 2 - 5 | 2 - 1  |
| Somalia  | 0 - 3           | Sudán                    | 0 - 3 | [ 3 ]  |
| Reunión  | w/o             | Namibia                  | -     | -      |
| Etiopía  | w/o             | República Centroafricana | -     | -      |
| Chad     | w/o             | Guinea Ecuatorial        | -     | -      |
| Tanzania | w/o             | Kenia                    | -     | -      |
| RD Congo | w/o             | Angola                   | -     | -      |
| Liberia  | w/o             | Benín                    | -     | -      |

## Primera Ronda
| Equipo 1     | Agr.            | Equipo 2        | Ida   | Vuelta |
| ------------ | --------------- | --------------- | ----- | ------ |
| Namibia      | 0 - 7           | Burkina Faso    | 0 - 2 | 0 - 5  |
| Etiopía      | 4 - 5           | Túnez           | 3 - 0 | 1 - 5  |
| Botsuana     | 1 - 1 (p 7 – 6) | Ruanda          | 1 - 0 | 0 - 1  |
| Angola       | 4 - 5           | Gabón           | 4 - 1 | 0 - 4  |
| Benín        | 5 - 2           | Camerún         | 4 - 1 | 1 - 1  |
| Sudáfrica    | 2 - 1           | Zambia          | 1 - 1 | 1 - 0  |
| Mauritania   | 3 - 6           | Malí            | 2 - 1 | 1 - 5  |
| Nigeria      | 7 - 0           | Guinea          | 3 - 0 | 4 - 0  |
| Zimbabue     | w/o             | Congo           | 1 - 2 | w/o    |
| Sudán        | w/o             | Argelia         | -     | -      |
| Sierra Leona | w/o             | Senegal         | -     | -      |
| Chad         | w/o             | Costa de Marfil | -     | -      |
| Tanzania     | w/o             | Egipto          | -     | -      |
| Gambia       | w/o             | Ghana           | -     | -      |

## Segunda Ronda
| Equipo 1     | Agr.            | Equipo 2        | Ida   | Vuelta |
| ------------ | --------------- | --------------- | ----- | ------ |
| Botsuana     | 2 - 2 (p 3 – 2) | Argelia         | 1 - 1 | 1 - 1  |
| Burkina Faso | 2 - 4           | Túnez           | 2 - 1 | 0 - 3  |
| Senegal      | 2 - 3           | Costa de Marfil | 1 - 1 | 1 - 2  |
| Tanzania     | 1 - 2           | Congo           | 1 - 0 | 0 - 2  |
| Gabón        | 3 - 2           | Benín           | 2 - 1 | 1 - 1  |
| Sudáfrica    | 3 - 5           | Ghana           | 2 - 3 | 1 - 2  |
| Nigeria      | 4 - 0           | Malí            | 2 - 0 | 2 - 0  |

## Clasificados
| - Botsuana - Congo - Costa de Marfil - Gabón | - Ghana - Marruecos (anfitrión) - Nigeria - Túnez |